# Tamara Polakowa
Tamara Eduardiwna Polakowa (ukr. Тамара Едуардівна Полякова, ur. 27 sierpnia 1960 w Czerniowcach) – ukraińska kolarka torowa i szosowa reprezentująca także ZSRR, wicemistrzyni świata w kolarstwie torowym oraz dwukrotna medalistka szosowych mistrzostw świata.

## Kariera
Pierwszy sukces w karierze Tamara Polakowa osiągnęła w 1981 roku, kiedy na torowych mistrzostwach świata w Brnie zdobyła srebrny medal w indywidualnym wyścigu na dochodzenie. W wyścigu tym wyprzedziła ją jedynie kolejna reprezentantka ZSRR - Nadieżda Kibardina, a trzecie miejsce zajęła Jeannie Longo z Francji. Sześć lat później wystartowała na szosowych mistrzostwach świata w Villach, gdzie wspólnie z Kibardiną, Ałłą Jakowlewą i Lubow Pogowicznikową zdobyła złoty medal w drużynowej jeździe na czas. W tej samej konkurencji reprezentantki ZSRR z Polakową w składzie wygrały również na mistrzostwach świata w Chambéry w 1989 roku. Ponadto Tamara wygrała Grosser Preis des Kantons Aargau w 1994 roku, a rok później triumfowała w klasyfikacji generalnej czeskiego Vysočina Tour. Wielokrotnie zdobywała medale mistrzostw kraju, ale nigdy nie wystartowała na igrzyskach olimpijskich.